# Stefaniola subterminalis
Stefaniola subterminalis är en tvåvingeart som beskrevs av Boris Mamaev och Pak 1989. Stefaniola subterminalis ingår i släktet Stefaniola och familjen gallmyggor.
Artens utbredningsområde är Turkmenistan. Inga underarter finns listade i Catalogue of Life.